# 単歯類
単歯類（たんしるい、学名：Simplicidentata）は、哺乳類のグループの一つ。 齧歯目と混歯目を含んでいる。 この用語は上顎の一対の歯の齧歯目、二対の上顎切歯の兎形目と比べて使われてきた。また、齧歯目の代わりとして伝統的に呼ばれてきた。しかし、 単歯類は現生の齧歯目とその祖先的な目を含むと定義されている。このように単歯類はクラウングループだという事がわかる。 この定義によれば第二上顎切歯とP2（第二小臼歯）の欠損が共通特徴とされている。また、基盤的（原始的）な単歯類にはP2があることもある。

## 分類
1904年、マックス・カール・ヴィルヘルム・ヴェーバーにより、当時重歯類（兎形類）を下位に含めていた齧歯目を2分するタクソンとして提唱された。ヴェーバーの単歯類、すなわち単歯亜目は重歯亜目を除く齧歯目の現生種すべてを含み、現在の分類体系における齧歯目の範囲と一致する。のちに兎形類は齧歯目の定義から外され独立した目に昇格したが、単歯類の名は混歯目などの絶滅グループをまとめる上位タクソンとして利用されている。
単歯類は1987年にChuankui Liによって提唱され、重歯類とともにグリレス大目を形成する超目として定義された。